# ブルームフィールド・ロード
ブルームフィールド・ロード（Bloomfield Road）はイングランドのブラックプールにある球技場。フットボールリーグのブラックプールの本拠。

## 歴史
1899年に完成。当時はサウス・ショアFCのホームスタジアムとして使用されていた。1900年からはブラックプールのホームスタジアムとなる。最多入場者数は1955年9月17日のウルヴァーハンプトン・ワンダラーズ戦の38098名であるが、2010年の改修で現在は17000名収容となっている。
またラグビーリーグや2005年のUEFA欧州女子選手権の会場としても使用された。

## スタンドのキャパシティ
| スタンド        | ブロック | 収容人数 |
| --------------- | -------- | -------- |
| 北スタンド(Kop) | A-E      | 2,774    |
| 北西コーナー    | F-H      | 755      |
| 西スタンド      | J-Q      | 3,705    |
| 南西コーナー    | R-S      | 816      |
| 南スタンド      | T-X      | 2,375    |
| 南西コーナー    | EE-EH    | 500      |
| 東スタンド      | AA-HH    | 5,120    |
| 特別席          | —        | 1,293    |